# Pfarrkirche Pulkau

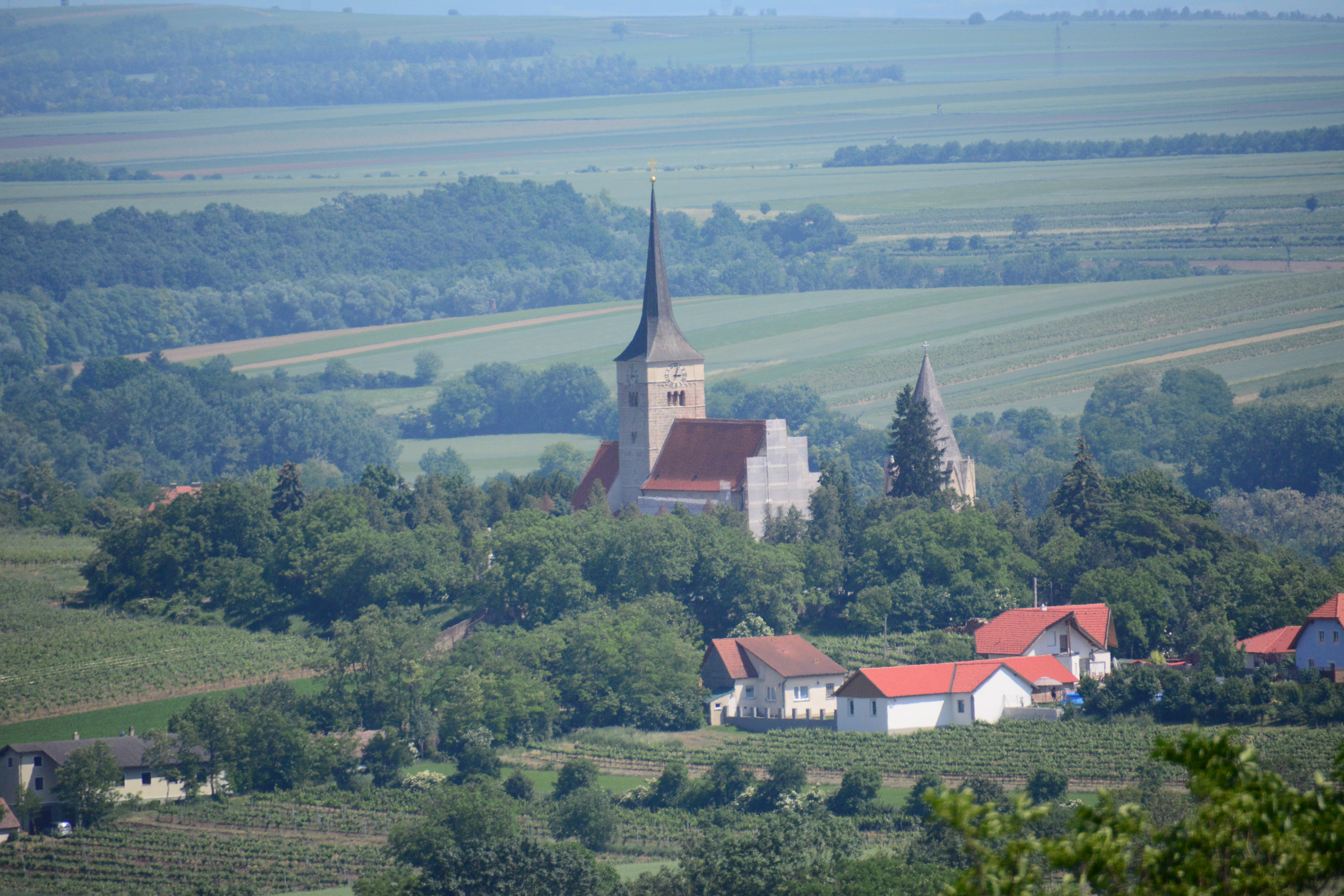
Katholische Pfarrkirche hl. Michael in Pulkau

Die Pfarrkirche Pulkau steht auf einer Anhöhe im Norden der Stadtgemeinde Pulkau im Bezirk Hollabrunn in Niederösterreich. Die auf das Patrozinium Erzengel Michael geweihte römisch-katholische Pfarrkirche gehört zum Dekanat Retz-Pulkautal der Diözese Wien. Die Kirche steht unter Denkmalschutz (Listeneintrag).

## Geschichte
Urkundlich wurde 1135 eine Pfarre als eine der 13 babenbergischen Eigenpfarren genannt. Die Kirche wurde 1158 dem Benediktinerstift Schotten inkorporiert.
Die im Kern romanische Chorturmkirche wurde durch einen gotischen Umbau zu einer basilikalen Anlage erweitert. Der romanische Saalbau stammt aus dem 12. Jahrhundert, ein frühgotischer Ausbau erfolgte um 1300 mit der Südkapelle und einem Chor mit einer nördlichen Chorkapelle, die Seitenschiffe wurden im 14. Jahrhundert angebaut. Nach einer Zerstörung der Kirche (1645) erfolgte ein barockisierender Wiederaufbau in der zweiten Hälfte des 17. Jahrhunderts, die Langhauswölbung entstand 1671, die Neuweihe war 1679. 1936 fand eine Restaurierung statt.

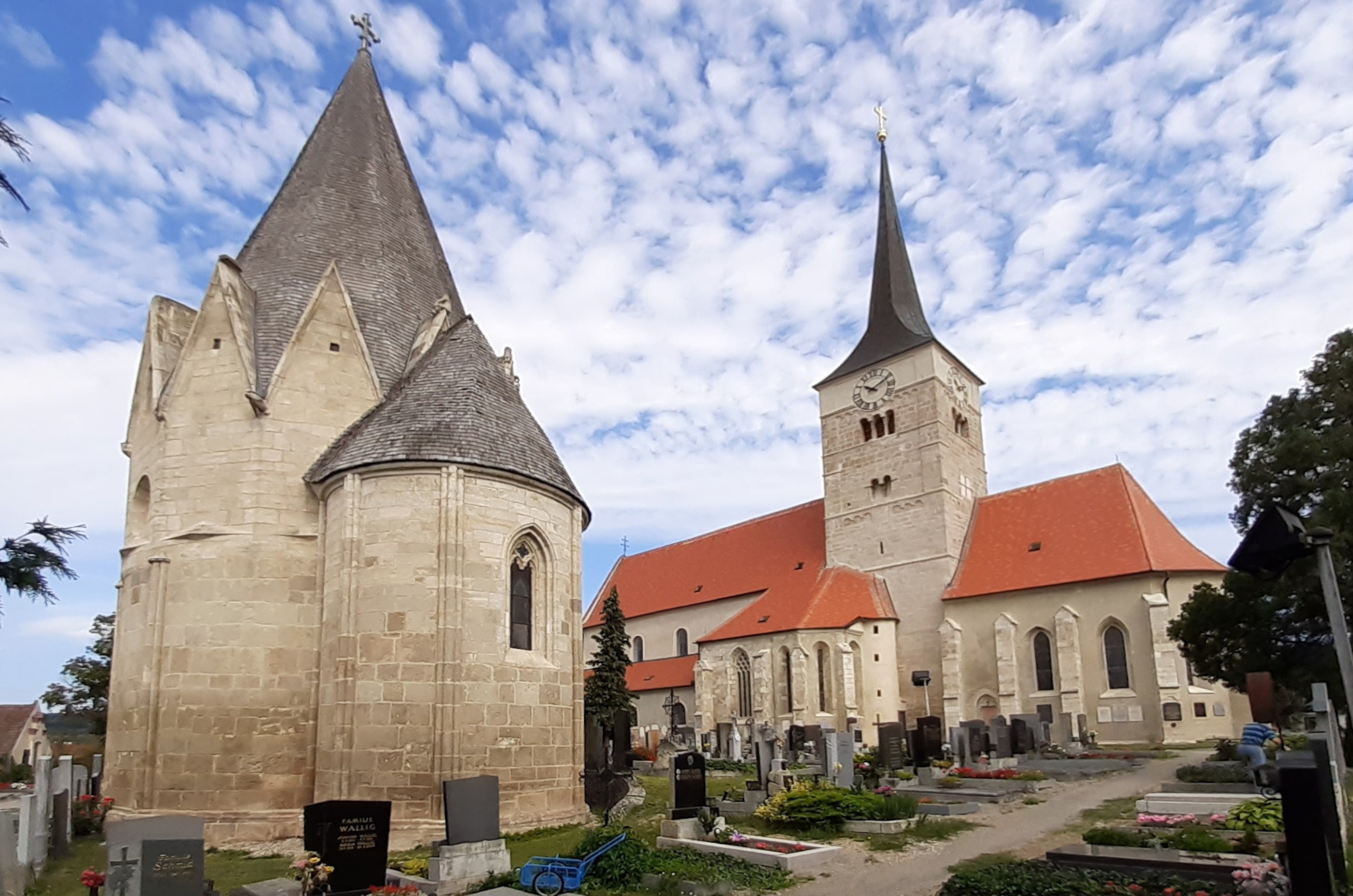
Pfarrkirche mit Karner

## Architektur
Die Kirche steht mit einem Karner im Südosten auf einer Anhöhe im Norden der Stadt und ist von einem weitläufigen Friedhof mit einer ehemals mittelalterlichen, nun erneuerten Friedhofsmauer umgeben.

## Ausstattung
Der Hochaltar mit einem freistehenden Altartisch mit einem barocken Aufbau trägt einen mit Engelfiguren adorierten Tabernakel, das Mariengnadenbild in einem barocken Rahmen und die bekrönende Figur hl. Michael sind aus der Mitte des 18. Jahrhunderts.
Die barocke Orgel schuf 1762 Matthias Jeßwagner. Dieses wertvolle Instrument wurde im Jahr 2018 von Orgelbaumeister Philipp Pemmer restauriert.
Eine Glocke (1633) nennt Adalbert Arnold als Gießer, eine weitere Ignaz Hilzer (1855).